# Black Veil Brides
Black Veil Brides је америчка рок група из Холивуда (Калифорнија). Групу је направио Andy Biersack 2006. године у Синсинатију (Охајо). Чланови групе су: Andy Biersack (главн вокал), Ashley Purdy (бас и пратећи вокали), Jake Pitts (главна гитара), Jinxx (ритмичка гитара, виолина) и Christian "CC" Comma(бубњар). Black Veil Brides су познати по коришћењу црне шминке, уској црној одећи и дугачкој коси. Инспирисао их је бенд Kiss.

## Историја

### Почетак (2006 — 2008)
Енди Бирсак је формирао бенд у Синсинатију (Охајо). Касније бенд је премештен у Лос Анђелес(Калифорнија). Andy је оформио нови бенд користећи тадашње име Black Veil Brides и потписао уговор са независном издавачком кућом Standby Records. У децембру 2009. бенд је отишао на Своју прву турнеју "On Leather Wings".

#### We Stitch These Wounds(2009 — 2010)
Објављен 20. јула 2010. У првој недељи продато је преко 10000 примерака, бенд је ишао на турнеју са The Birthday Massacre, Dommin и Aural Vampire. Black Veil Brides је први приметио директор издавачке куће Lava Records. Мајце са мотивима њиховог бенда постале су друге најпродаваније у Америци и приметио их је Hot Topic (позната продавница одеће).

#### Set the World on Fire и Rebels(2011 — 2012)
Set the World on Fire је њихов други албум објављен 14. јуна 2011. песма под називом "Set the World on Fire" требало је да се искористи у филму Scream 4. Најпознатије песме из тог албума су "Fallen Angels", "Youth and Whiskey", "Rebel Love Song". Турнеја новог албума прекинута је на пар недеља због повреде певача Ендија Бирсака. Турнеја је настављена пар недеља касније са бендовима Hollywood Undead, Asking Alexandria i Avenged Sevenfold. 

#### Wretched and Divine: The Story of the Wild Ones (2012 — 2013)
Песма Unbroken из овог албума искоришћена је у филму The Avengers. Енди је изјавио да ће овај албум више да личи на Панк-рок. "In The End" им је најпознатија песма. Музика из овог албума коришћена је у филму Legion of the Black.

#### Black Veil Brides(2013 — 2014)
Најпознатије песме из албума Black Veil Brides су "Faithless", "Goodbye Agony" и "Heart of Fire". Све песме из овог албума објављене су на јутјубу каналу "BlackVeilBridestv". За време снимања овог албума бенд је добио награду "Golden God Award" за песму "In The End" из албума Wretched and Divine: The Story of the Wild Ones.

## Остале информације

### Текстови и поруке песама
Њихове песме су написане да подрже људе који су одбачени из друштва. Њихов басиста Ashley изјавио је "We carry a message of believing in yourself and letting no one tell you otherwise. We stand up for the underdog and the disenfranchised. Anything strange, odd, or unique… we embrace that. So basically standing up for yourself; have fun and live your life how you choose. You only have one life, make the most of it." — што значи да људи треба да верују у себе, и да не дозволе никоме да им говори какви да буду. И да људи треба да подржавају све што је ново, чудно или јединствено.

### Име бенда
Black Veil Brides у преводу значи невесте са црним велом и означава католички израз који се користи кад се жена уда у цркви и одустане од свих задовољстава живота и посвети живот Богу. Онда се она сматра невестом са црним велом. Слично томе кад рок бенд треба да изгуби много ствари у потрази за својом страшћу и онога у шта се верује. Као што то може имати негативно, може имати и позитивно значење. Најсрећнији тренутак нечијег живота може да буде кад се уда.